# Rapülők
A Rapülők egy magyar – nevével ellentétben – hip-hop stílusokkal fűszerezett és általában jazz irányába vegyített akusztikus együttes, amelyet 1992-ben alapított Berkes Gábor (billentyűs hangszerek), Geszti Péter (ének, rap) és Szentmihályi Gábor (dobok). Az 1990-es évek elején két albumot készítettek, és az együttes 1994-ben, a csúcson feloszlott. Mindkét lemez átlépte a 200 000-es eladott példányszámot, így platinalemezek lettek. A két nagylemezből összesen több mint félmilliót adtak el. 1994-ben, a búcsúkoncerteken négyszer töltötték meg a Budapest Sportcsarnokot. Az együttes neve egy szójáték, a rappelő és a repülő összevonása.

## A kezdetek
Geszti Péter már az Első Emelet együttesben is közreműködött, mint szövegíró, miközben a két tag az együttesben zenélt. Geszti ekkoriban a Danubius Rádióban mint műsorvezető és lemezlovas dolgozott. Nem is nagyon szerettek volna rap zenekar lenni, csupán egy popzenekar, mely dalaiban rap betéteket használ. Szentmihályi Gábor dobost ez a műfaj vonzotta, hogy itt olyan új dolgokat próbálhatott ki, ami az akkori Magyarországról hiányzott, valamint az, hogy külföldi hangmintákkal dolgozhattak.
A csapat indulásakor nem is saját maguk, hanem egy összekovácsolt popbandát szerettek volna összehozni, úgy, hogy majd ők írják a szövegeket, és a zenéket, de a próbálkozás sikertelen volt, nem találtak megfelelő arcokat a projekthez, így végül ők maguk álltak színpadra. Megpróbálkoztak a lehetetlennel, hiszen a 90-es években magyarul rappelni egyet jelentett a lehetetlennel.
Az első videóklip egy Locomotiv GT dal feldolgozása volt, a Nem adom fel című, melyet Kapitány Iván rendezett, a dal refrénjét Somló Tamás énekelte, úgy mint az eredeti változatban. A dal videóklipjéül a Look of the Year első szépségverseny szolgált, ahol Geszti mint műsorvezető is feltűnt, holott a zenekar itt is fellépett, így Gesztinek nem volt ideje átöltözni, így a kliphez utólag forgatott jeleneteket is belevágtak a klipbe.
1992-ben még stylist nem igazán létezett Magyarországon, így egy közös ismerős butikjából öltözött a csapat, mely később divatot teremtett, és így szerepeltek a lemezborítókon és a plakátokon is. Nem gondolták volna, hogy a csapat ekkora sikerre tesz szert, és megjelenésükkel divatot teremtenek.
A csapat a 2. stúdióalbumuk a Rapeta után a csúcson hagyták abba, azonban a rajongók nem feledték el az együttest, és mivel a csapat tagjai újabb együttesekben is megmutatták tehetségüket, illetve az Első Emelet is összeállt, így a csapat egészen a 2006-os koncertig szinte nem is hallatott magáról.

## A 2000-es évek
2006 januárjában még egyszer összeálltak, a Papp László Budapest Sportarénában adtak két koncertet. A koncertek anyaga megjelent DVD-n. A dalokat erre az alkalomra újrahangszerelték, előzőleg stúdióalbumra is felvették őket ebben a formában.
A csapat 2017. február 25-én, megalakulásának 25. évfordulója alkalmából teltházas koncertet adott a Papp László Sportarénában. Ez alkalommal jelent meg a régi slágerek felújított verzióit tartalmazó válogatás lemezük Beszt Of címmel.

## Diszkográfia

### Stúdióalbumok
| Katalógusszám                     | Év        | Formátum | Label                         | Előadó  | Album cím   |
| --------------------------------- | --------- | -------- | ----------------------------- | ------- | ----------- |
| NTLP 027 NTCA 027 NTCD 027        | 1992      | LP MC CD | New Tone                      | Rapülők | Rapülők     |
| 74321174024 74321174022 LMZD001-O | 1993 2023 | MC CD LP | BMG Ariola Hungary Lemezed.hu | Rapülők | Rapeta      |
| 82876776624 82876776622           | 2006      | MC CD    | BMG Ariola Hungary            | Rapülők | Riszájkling |

### Válogatások
| Katalógusszám | Év   | Formátum | Label     | Előadó  | Album cím |
| ------------- | ---- | -------- | --------- | ------- | --------- |
| 5999887453472 | 2016 | CD       | Magneoton | Rapülők | Beszt Of  |

### DVD megjelenés
| Katalógusszám | Év   | Formátum | Kiadó                        | Album cím        | Játékidő |
| ------------- | ---- | -------- | ---------------------------- | ---------------- | -------- |
| 82876826629   | 2006 | DVD      | Sony BMG Music Entertainment | Riszájkling Show | 256 min. |

## Koncert helyszínek 2017
- február 25 – Papp László Sportaréna
- április 22 – Főnix Csarnok Debrecen
- június 23 – Mi Velencénk Fesztivál Velence
- június 29 – Volt Fesztivál Sopron
- augusztus 4 – Lovagi tornák tere Miskolc
- október 22. – Szombathely (Aréna Savaria)
- december 29 – Audi Aréna Győr[9][10]